# Gasela de front blanc
La gasela de front blanc (Eudorcas albonotata) és una espècie de mamífer bòvid del gènere Eudorcas. Habita les planes inundables i sabanes de l'est del Sudan del Sud. Anteriorment es considerava una subespècie de la gasela de Thomson (E. thomsoni). Igual que aquesta espècie, té un cicle anual de migració.
Es classifica com a espècie en risc mínim, car les seves poblacions, tot i que restringides a una regió molt concreta i molt fluctuants, són nombroses, entre 100.000 i 278.000 individus, i no sembla que estiguin disminuint. Tanmateix, aquesta situació pot canviar, car a la seva distribució no hi ha àrees protegides.